# Tenthredo atra
Tenthredo atra är en stekelart som beskrevs av Carl von Linné 1758. Tenthredo atra ingår i släktet Tenthredo, och familjen bladsteklar. Arten är reproducerande i Sverige.

## Bildgalleri

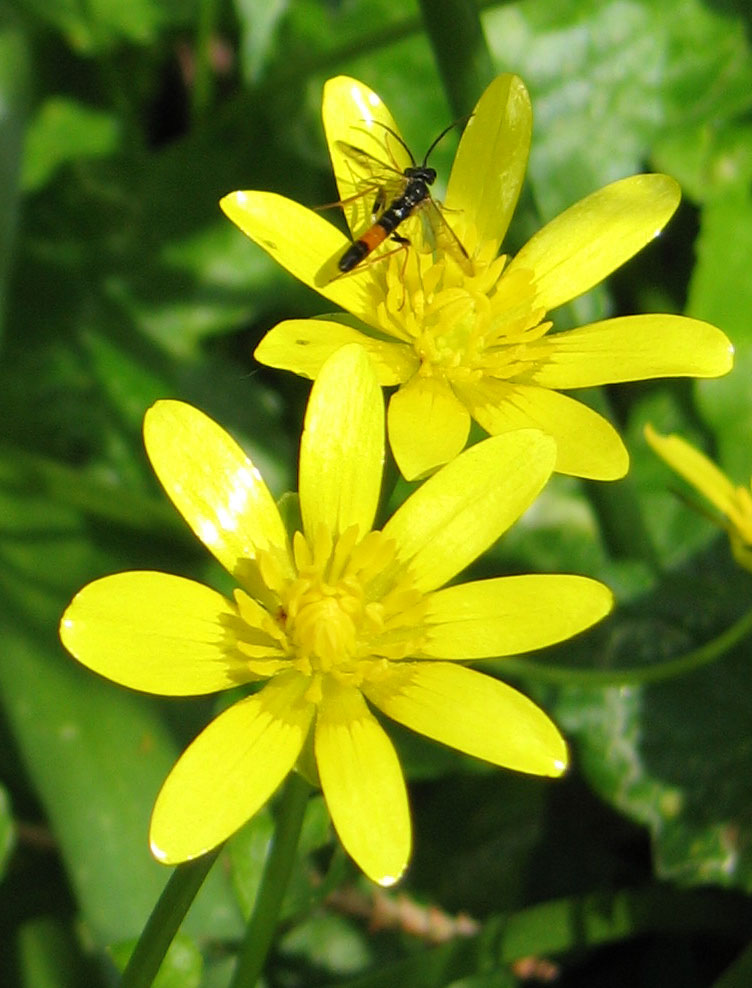
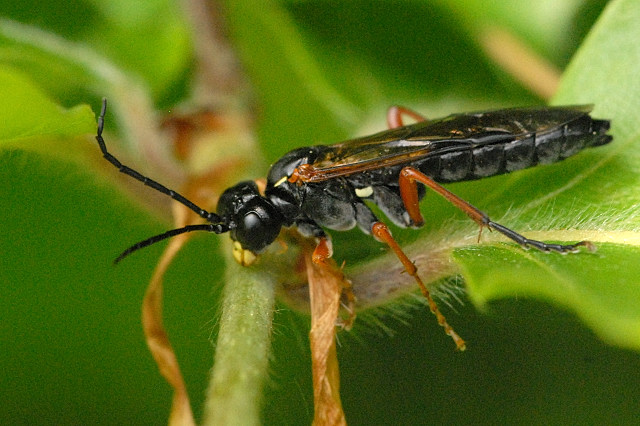